# Balanophora abbreviata
Balanophora abbreviata là một loài thực vật có hoa trong họ Balanophoraceae. Loài này được Blume mô tả khoa học đầu tiên năm 1827.